# Chaire à prêcher de l'église Notre-Dame-de-Grâces de Plusquellec
La chaire à prêcher de l'église Notre-Dame de Grâces à Plusquellec, une commune du département des Côtes-d'Armor dans la région Bretagne en France, est une chaire datant du XVIe siècle. La chaire est classée monument historique au titre d'objet depuis le 11 mai 1911.
La chaire à prêcher dans un style renaissance possède une cuve avec six panneaux avec guirlande de fruits circulaire et mascarons en haut représentent la Nativité, saint Joseph au travail et l'Enfant Jésus lisant, l'Adoration des Mages et la Mise au tombeau. Les seins de deux cariatides ont été amputés aux XVIIIe siècle ou au XIXe siècle.